# Gabriel Brown

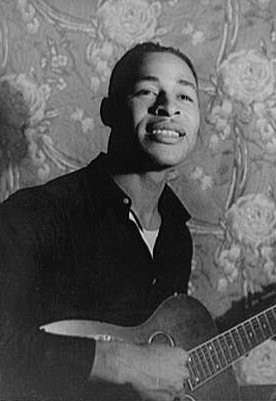
Gabriel Brown (1935)

Gabriel Brown (* 1910 in Florida; † 1972 ebenda) war ein US-amerikanischer Piedmontbluessänger und -gitarrist.

## Leben
Brown wurde in Florida geboren. Sein biographischer Hintergrund unterschied sich stark von anderen Bluesmusikern, denn er hatte einen Abschluss am Florida Agricultural and Mechanical College. Er begann Hawaii-Gitarre zu spielen und sang in einer Gruppe. Seine musikalischen Talente wurden von Zora Neale Hurston, einer Volkskundlerin, entdeckt. Sie überredete Alan Lomax, eine Aufnahmereise nach Georgia auszudehnen und in Florida Brown aufzunehmen. Zu dieser Zeit war er schon auf die herkömmliche akustische Gitarre umgestiegen, die er im Slidestil spielte, wobei er aber nur selten nach anderen Bluesmusikern klang. So entstanden Browns erste Aufnahmen für die Library of Congress.
Wie viele andere Piedmont-Musiker übersiedelte er nach New York, wo ihm seine Entdeckerin Zora Hurston eine Rolle in ihrem Stück Polk County gab. 1935 erhielt er für vier Jahre eine Anstellung im Federal Arts Theatre, das anfangs noch von Orson Welles geleitet wurde. Ende der 1930er-Jahre arbeitete er als Sänger und Schauspieler. Unter dem Produzenten Joe Davis machte er 1943 seine erste Aufnahmesession. Als Davis als A-&-R-Mann zu MGM ging, nahm er Brown mit. MGM versuchte, ihn als Popsänger zu promoten. Die Zusammenarbeit mit Davis dauerte bis zu seiner letzten Session 1952 an.
Noch kurz vor seinem Tod musste Brown gegen illegale Veröffentlichungen seiner Aufnahmen vorgehen. Legale Sammelalben seiner Songs erschienen bei Flyright und Krazy Kat. 1972 ertrank Gabriel Brown bei einem Bootsunfall in Florida.

## Diskografie (Auswahl)
- Mean Old Blues 1943–1949 (1996) Flyright
- Gabriel Brown (2001) Catfish Records